# Liste der Wissenschaftsminister von Schleswig-Holstein
Dieser Artikel enthält eine Liste der Wissenschaftsminister von Schleswig-Holstein.

## Wissenschaftsminister Schleswig-Holstein (seit 1988)
| Name                                                                               | Amtsantritt                                           | Kabinett                                              | Partei                                                |
| Minister für Bildung, Wissenschaft, Jugend und Kultur                              | Minister für Bildung, Wissenschaft, Jugend und Kultur | Minister für Bildung, Wissenschaft, Jugend und Kultur | Minister für Bildung, Wissenschaft, Jugend und Kultur |
| ---------------------------------------------------------------------------------- | ----------------------------------------------------- | ----------------------------------------------------- | ----------------------------------------------------- |
| Eva Rühmkorf                                                                       | 31. Mai 1988                                          | Engholm I                                             | SPD                                                   |
| Marianne Tidick                                                                    | 1. Juni 1990                                          | Engholm I                                             | SPD                                                   |
| Minister für Bildung, Wissenschaft, Kultur und Sport                               |                                                       |                                                       |                                                       |
| Marianne Tidick                                                                    | 5. Mai 1992                                           | Engholm II                                            | SPD                                                   |
| Minister für Wissenschaft, Forschung und Kultur                                    |                                                       |                                                       |                                                       |
| Marianne Tidick                                                                    | 19. Mai 1993                                          | Simonis I                                             | SPD                                                   |
| Minister für Bildung, Wissenschaft, Forschung und Kultur                           |                                                       |                                                       |                                                       |
| Gisela Böhrk                                                                       | 22. Mai 1996                                          | Simonis II                                            | SPD                                                   |
| Ute Erdsiek-Rave                                                                   | 28. Oktober 1998 28. März 2000                        | Simonis II Simonis III                                | SPD                                                   |
| Minister für Wissenschaft, Wirtschaft und Verkehr                                  |                                                       |                                                       |                                                       |
| Dietrich Austermann                                                                | 27. April 2005                                        | Carstensen I                                          | CDU                                                   |
| Werner Marnette                                                                    | 8. Juli 2008                                          | Carstensen I                                          | CDU                                                   |
| Jörn Biel                                                                          | 30. März 2009                                         | Carstensen I                                          | CDU                                                   |
| Jost de Jager                                                                      | 27. Oktober 2009                                      | Carstensen II                                         | CDU                                                   |
| Minister für Bildung und Wissenschaft                                              |                                                       |                                                       |                                                       |
| Waltraud Wende                                                                     | 12. Juni 2012                                         | Albig                                                 | parteilos                                             |
| Minister für Soziales, Gesundheit, Wissenschaft und Gleichstellung                 |                                                       |                                                       |                                                       |
| Kristin Alheit                                                                     | 16. September 2014                                    | Albig                                                 | SPD                                                   |
| Minister für Bildung, Wissenschaft und Kultur                                      |                                                       |                                                       |                                                       |
| Karin Prien                                                                        | 28. Juni 2017                                         | Günther I                                             | CDU                                                   |
| Minister für Allgemeine und Berufliche Bildung, Wissenschaft, Forschung und Kultur |                                                       |                                                       |                                                       |
| Karin Prien                                                                        | 29. Juni 2022                                         | Günther II                                            | CDU                                                   |
| Dorit Stenke                                                                       | 7. Mai 2025                                           | Günther II                                            | parteilos                                             |